# Interleuchina 6
L'interleuchina 6 (abbreviato IL-6) è una proteina trascritta nell'uomo dal gene IL6.
L'IL-6 è un'interleuchina che agisce come citochina multifunzionale, sia pro-infiammatoria, sia anti-infiammatoria. È secreta dai linfociti T e dai macrofagi per stimolare la risposta immunitaria, ad esempio durante un'infezione o in seguito ad un trauma come una scottatura o altri danni tissutali che portino ad infiammazione. Il ruolo dell'interleuchina 6 nella risposta agli agenti patogeni è stato confermato da esperimenti sui topi nei quali cavie prive di IL-6 mostravano una minore capacità di resistere ad infezioni di S. Pneumoniae.
L'IL-6 è anche una "miochina", ovvero una citochina prodotta dal muscolo, e la sua concentrazione aumenta in risposta alla contrazione muscolare. In particolare è significativamente aumentata dall'esercizio fisico e precede la comparsa in circolo di altre citochine. In particolare si ritiene che durante l'esercizio fisico agisca in modo simile ad un ormone per mobilizzare substrati extracellulari e/o aumentare l'apporto di sostanze nutritive al muscolo. Inoltre anche gli osteoblasti secernono IL-6 per stimolare la formazione di osteoclasti. Anche le cellule muscolari lisce delle tonaca media di molti vasi producono l'IL-6 come citochina pro-infiammatoria. Il ruolo dell'interleuchina 6 come citochina antinfiammatoria, infine, è dato dal suo effetto inibitorio su TNF-α ed IL-1 e dall'attivazione dell'interleuchina 10 e dell'IL-1Ra.

## Funzione
La IL-6 è uno dei più importanti mediatori della febbre e delle risposte di fase acuta. È in grado di attraversare la barriera emato-encefalica e iniziare la sintesi di PGE2 nell'ipotalamo, provocando quindi l'aumento della temperatura corporea. Un altro meccanismo mediante il quale l'IL-6 provoca l'aumento di temperatura corporea è l'attivazione del catabolismo dei substrati energetici nei muscoli e nel tessuto adiposo. L'interleuchina 6 può essere secreta dai macrofagi in risposta a specifiche molecole microbiche note come PAMP (pathogen associated molecular patterns ovvero motivi molecolari associati a patogeni). I PAMP legano un gruppo di recettori importanti del sistema immunitario innato, i PRR, a cui appartengono i recettori Toll-like. Questi recettori sono presenti sulla superficie cellulare e, quando legano un antigene, danno luogo ad una cascata di segnali che sfocia, tra l’altro, nella produzione di citochine infiammatorie.
L'interleuchina 6 è inoltre essenziale per la crescita dell'ibridoma ed è presente in diversi additivi per terreni di coltura per esperimenti di clonazione. Inibitori dell'IL-6 (tra cui gli estrogeni) sono impiegati nel trattamento dell'osteoporosi post-menopausale. L'interleuchina 6 è prodotto anche dagli adipociti e si ritiene che questo sia uno dei motivi per i quali i soggetti obesi hanno livelli di
proteina C-reattiva più elevati dei non obesi. In uno studio del 2009 è stata dimostrata la capacità dell'interleuchina 6, somministrata per via nasale, di migliorare il consolidamento associato al sonno dei ricordi emotivi.
L'interleuchina 6 stimola la sintesi delle proteine di fase acuta e la produzione di neutrofili nel midollo osseo. Favorisce la crescita dei linfociti B ed è antagonista dei linfociti T regolatori (anche noti come T-suppressor).

## Recettori
Il recettore per l'IL-6 consiste in una catena polipeptidica che lega la citochina e in una subunità che trasduce il segnale (chiamata gp130), la quale rappresenta anche il componente attivatorio dei recettori per altre citochine. Il recettore dell'IL-6 innesca una cascata di trasduzione intracellulare che porta all'attivazione del fattore trascrizionale STAT3.

## Interazioni
L'interleuchina 6 ha mostrato interazioni proteina-proteina con il suo recettore e con la glicoproteina gp130.

## Ruolo nelle patologie
L'IL-6 svolge un ruolo importante in numerose patologie tra cui diabete, aterosclerosi, depressione, malattia di Alzheimer,, tumore prostatico,, Lupus eritematoso sistemico e artrite reumatoide.
È stato inoltre evidenziato che pazienti con cancro metastatico hanno livelli di IL-6 nel sangue aumentati. C'è quindi interesse nello sviluppo di agenti anti-IL-6 come agenti terapeutici per diverse patologie. Il primo di questi farmaci è stato il tocilizumab che ha ottenuto l'approvazione all'immissione in commercio per il trattamento dell'artrite reumatoide. Un altro, l'ALD518, è in fase di sviluppo clinico.